# Mayra Matos
Mayra Matos Pérez (San Juan, 28 agosto 1988) è una modella portoricana, incoronata Miss Porto Rico e rappresentante del Porto Rico a Miss Universo 2009, concorso svoltosi nelle Bahamas il 23 agosto 2009, dove si è classificata al quinto posto.